# Phylopatris terpnodes
Phylopatris terpnodes är en fjärilsart som beskrevs av Edward Meyrick 1923. Phylopatris terpnodes ingår i släktet Phylopatris och familjen stävmalar. Inga underarter finns listade i Catalogue of Life.